# ロシア全軍連合
ロシア全軍連合（ロシア語: Русский Обще-Воинский Союз (РОВС)、ラテン文字転写: Russkii Obshchje-Voinskij Sojuz (ROVS)）は、ロシアの政治団体。白軍司令官ピョートル・ヴラーンゲリ中将がロシア脱出後、世界各国に散らばったロシア軍要員を保持するために結成した反ソ組織。ソ連崩壊まで国外で活動を続け、現在はロシア本国で社会活動を行っている。

## 概要

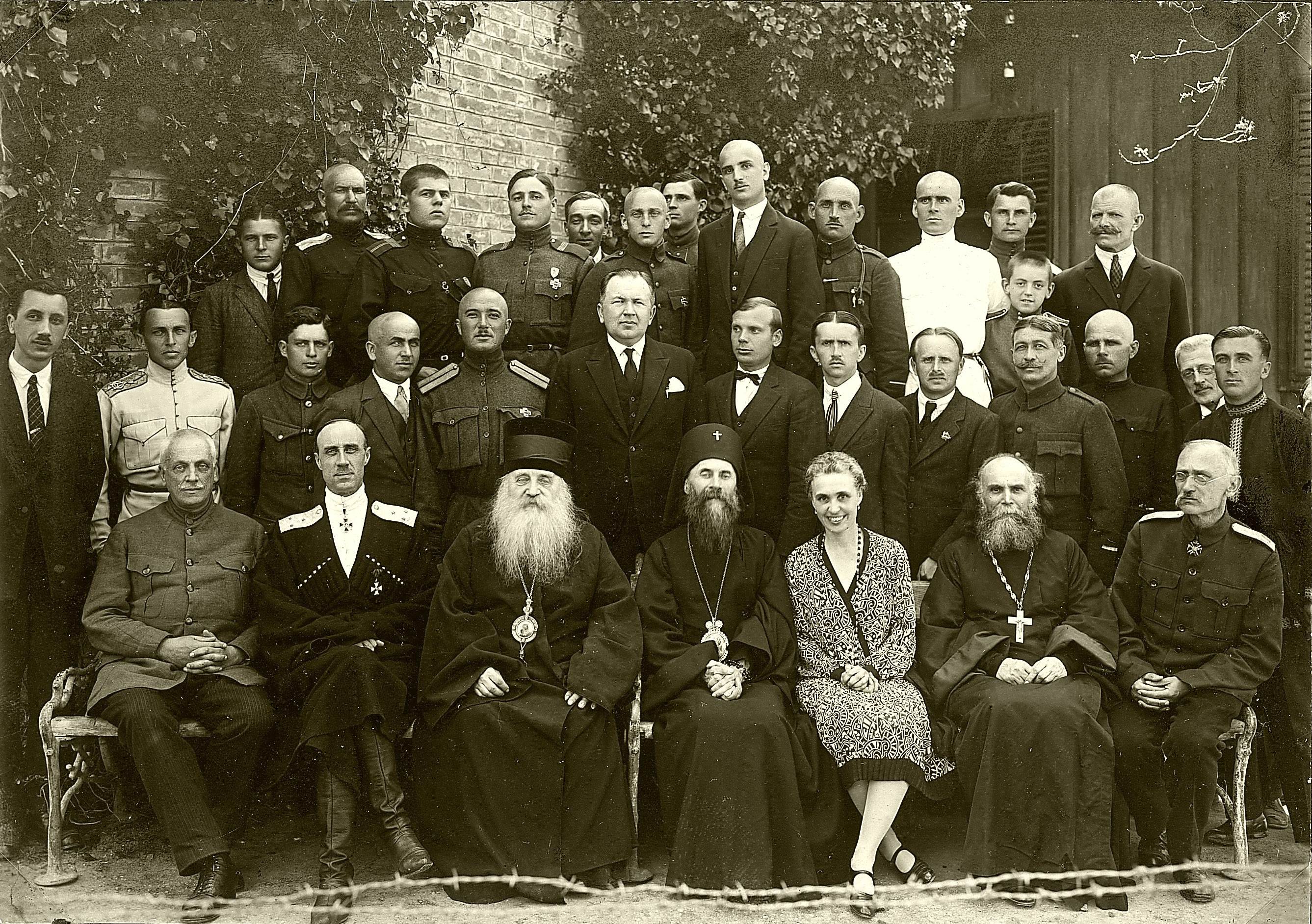
ピョートル・ヴラーンゲリ中将（前列右から二人目）、アントニー府主教（右隣）、アナスタシウス府主教（右隣）など。1927年、ベオグラードにて。

ロシア全軍連合は、1923年9月1日にユーゴスラビア王国のスレムスキ・カルロヴィツァにおいて編制命令が下逹され、同年12月1日に承認されて組織化が実現した。全軍連合は主にロシア帝国陸軍の伝統を受け継いでおり、ソヴィエトや赤軍と対立するという点では共通していたが、基本的に寄り合い所帯であった。
上のような理由から、全軍連合は「軍の政治的中立」を守ることを重視していたので、ロシアの政治的志向を国外の自分たちが決めることはできないとしていた。もっとも全体的に反共主義の傾向が濃く、メンバーの多くは帝政復古主義者だったが、その目指すところが立憲君主制なのか皇帝専制なのか、ロマノフ朝なのかそれ以外なのか、といった内部対立も存在した。
全軍連合は、他の白系ロシア人組織と同様に、ソビエト連邦の秘密警察ゲーペーウーにより工作ターゲットとされた。ソ連側は「中央ロシア皇帝派連合」なる偽の反ソ組織をでっちあげ、全軍連合を混乱させた。ゲーペーウーはさらに、全軍連合へスパイを送り込むことに成功し、そのひとりで全軍連合の情報機関とされる「内線機関」のトップとなったニコライ・スコブリンは、連合議長のアレクサンドル・クテポフやエフゲニー・ミレルを相次いで誘拐し、ソ連側に引き渡した。スコブリンが逃亡した後、「内線機関」は崩壊した。
第二次世界大戦が始まると、ヨーロッパ列強とソ連がナチス・ドイツに敵対したが、全軍連合はどちらの陣営にも与しなかったため影響力を大きく削られた。しかし、ロシア解放軍のような存在に期待していた節はある。
その後、全軍連合は国外で革命以前のロシア軍の伝統を守ることに専念していたが、ソビエト連邦の崩壊後の1992年からロシア本国で活動を再開し、2000年には本部もロシア国内に移した。現在は、ソ連時代からの社会活動家イーゴリ・イヴァノフが議長となっている。

## 組織
結成当初は第1から第4までの支部（отдел）まで置かれ、第二次世界大戦前までに以下が置かれた。
- 第1支部（I отдел）： イギリス、オランダ、エジプト、スペイン、イタリア、北欧（デンマーク、ノルウェー、スウェーデン、フィンランド）、ペルシャ（イラン）、ポーランド、シリア、フランス（植民地を含む）、スイス
- 第2支部（II отдел）：ドイツ語圏（ドイツ、オーストリア、ハンガリー、ダンツィヒ自由都市）、バルト三国（ラトビア、エストニア、リトアニア）
- 第3支部（III отдел）：ブルガリア、トルコ
- 第4支部（IV отдел）：ユーゴスラビア、ギリシア、ルーマニア
- 第5支部（V отдел）：ベルギー
- 第6支部（VI отдел）：チェコスロバキア
- 極東支部（Дальневосточный отдел、満州国ハルビン） - 満州国、日本
- モンゴル支部（Монгольский отдел）
- 北米支部（Североамериканский отдел）
- 南米支部（Южноамериканский отдел.）
- オーストラリア・ニュージーランド支部（отделение в Австралии и Новой Зеландии）

## 思想
ロシア全軍連合の基本原則は、祖国への無私の奉仕、共産主義およびロシアの分裂に働くすべての人々に対する和解不可能な闘争である。ロシア全軍連合は、ロシア帝国軍とロシア内戦における白軍の基礎、及び最も良き伝統と教訓を保存することに努める。
—1958年ロシア全軍連合規定

ロシア全軍連合の思想的指導者はイワン・イリインであった。

## 歴代議長
- ピョートル・ヴラーンゲリ騎兵中将　（1924年 - 1928年）
- ニコライ・ニコラエヴィチ大公　（1924年 - 1929年、ヴラーンゲリと共同）
- アレクサンドル・クテポフ歩兵大将　（1928年 - 1930年）
- エフゲニー・ミレル騎兵大将　（1930年 - 1937年）
- アレクセイ・アルハンゲリスキー歩兵中将　（1938年 - 1957年）
- アレクセイ・フォン・ラムペ騎兵少将　（1957年 - 1967年）
- ウラジーミル・ハルジェーフスキー歩兵少将　（1967年 - 1979年）
- ウラジーミル・オシポフ歩兵大尉　（1979年 - 1983年）
- ウラジーミル・ジャーコフ曹長　（1983年 - 1984年）
- ピョートル・カリニチェンコ歩兵中尉　（1984年 - 1986年）
- ボリス・イヴァノフ歩兵大尉　（1986年 - 1988年）
- ニキータ・イオヴィチ騎兵大尉　（1988年 - 1988年）
- ウラジーミル・グラニトフ騎兵中尉　（1988年 - 1989年）
- ウラジーミル・ブトコーフ歩兵大尉　（1989年 - 2000年）
- ウラジーミル・ヴィシネフスキー士官候補生　（2000年 - 2000年）
- イーゴリ・イヴァノフ　（2000年 - 現在）